# Salicornia smithiana
Salicornia smithiana är en amarantväxtart som beskrevs av Charles Edward Moss. Salicornia smithiana ingår i släktet glasörter, och familjen amarantväxter. Inga underarter finns listade i Catalogue of Life.